# Strada statale 692 Tangenziale Ovest di Lucera
La strada statale 692 Tangenziale Ovest di Lucera (SS 692), già nuova strada ANAS 2 Tangenziale Ovest di Lucera (NSA 2), è una strada statale italiana il cui percorso si snoda interamente in Puglia, per la precisione nel comune di Lucera. Si tratta di una strada a carreggiata unica, con una corsia per senso di marcia e priva di incroci a raso.
Sebbene la nomenclatura risalga già al 2005, solo col decreto del presidente del Consiglio dei ministri dell'8 luglio 2010 è stata formalizzata la sua classificazione; l'itinerario che la caratterizza è il seguente: "Innesto con la SS 17 presso Lucera - Innesto con la SP 109 (ex SS 160) presso Lucera".

## Descrizione
Rappresenta una variante al passaggio per il centro abitato di Lucera per tutto il traffico proveniente dal Molise (ovest) e diretto nella zona di San Severo e del Gargano (nord), e viceversa. Si rese necessaria la costruzione di tale arteria per non appesantire il traffico entro il centro abitato di Lucera perlopiù gravato dalla mole di mezzi pesanti connessi all'attività di trasporto di pietre e lavorati in pietra, tipica della zona dauna. La variante evita di affrontare anche il dislivello altimetrico, dovuto alla posizione della città, elevata rispetto alle zone circostanti del Tavoliere.
L'arteria si stacca dalla SS 17 intorno al km 317, volgendo immediatamente in direzione nord, lasciandosi quindi il centro abitato di Lucera sulla destra. Dopo 1,1 km è presente l'unico svincolo che immette sulla SP 5 che collega Lucera al vicino comune di Pietramontecorvino. La strada prosegue virando verso nord-est fino al suo termine: si tratta di una deviazione sulla SP 109 (ex strada statale 160 di Lucera) che viene incrociata all'altezza del km 19 circa.
Questo tratto è provvisorio: lo si evince in primo luogo dalla segnaletica a sfondo giallo che lo caratterizza e in secondo luogo dal fatto che la sede stradale viene abbandonata da chi la percorre mediante uno svincolo, mentre l'infrastruttura procede per alcuni metri salvo poi interrompersi in corrispondenza dell'incrocio con la stessa SP 109, che dovrebbe attraversare su viadotto come visibile dal dislivello tra le stesse.

### Tabella percorso
| STRADA STATALE 692 Tangenziale Ovest di Lucera |                                             |      |           |
| Tipo                                           | Indicazione                                 | ↓km↓ | Provincia |
|                                                | dell'Appennino Abruzzese e Appulo Sannitica | 0,0  | FG        |
|                                                | per Lucera, Pietramontecorvino              | 1,1  | FG        |
|                                                | per Lucera                                  | 3,9  | FG        |